# Hermann Frieb
Hermann Frieb (11 décembre 1909 à Mauerkirchen - 12 août 1943 à Munich) était un social-démocrate allemand.
Il fut exécuté par la Gestapo.